# 1916年鐵路
此條目列出1916年發生有關鐵路運輸的事件。

## 事件

### 1月
- 1月15日：柏林－伊斯坦堡列車首次開行。

### 5月
- 5月：南潯鐵路通車。

### 6月
- 6月15日：粵漢鐵路廣州至韶州（今韶關）通車。

### 7月
- 7月16日：南方鐵路（英语：Southern Railway (US)）多數位於北卡羅萊納州和南卡羅萊納州的路線都被洪水沖毀[1]。

### 9月
- 9月11日：即將完成的魁北克大橋第二次倒塌[2]。
- 9月30日：紐約市地獄門大橋完工。

### 10月
- 10月1日：南線全線通車。
- 10月5日：阿穆爾河線完工通車，西伯利亞鐵路完成。